# Louis Léopold Buquet
Pour les articles homonymes, voir Buquet.
Pour les autres membres des familles, voir Charles Joseph Buquet, Henri Buquet et Famille Buquet.
Louis Léopold Buquet, (Charmes, 5 mai 1768 – Nancy, 25 avril 1835), est un général et homme politique français de la Révolution et de l’Empire.

## Biographie
Issu d'une famille lorraine, Louis Léopold Buquet embrasse de bonne heure la carrière militaire. Il entre au service comme sergent-major dans le 4e bataillon de volontaires des Vosges le 28 août 1792.
Lieutenant-quartier-maître le 15 décembre 1792, il suit l'armée du Rhin, et passe le 30 mars 1793, en qualité d'adjoint provisoire auprès de l'adjudant-général Kléber. Capitaine le 25 juin, il devient le 16 août aide de camp de Kléber. De 1793 à l'an IV, il sert aux armées de la Moselle et du Rhin.
Adjudant-général chef de bataillon le 18 nivôse an II, et adjudant-général chef de brigade le 25 prairial an III, il reçoit un coup de feu au bras droit au combat de la Montagne-de-Fer le 27 messidor an II.
En l'an V, il remplit à l'armée de Sambre-et-Meuse les fonctions de chef d'état-major du général Colaud, prend part aux sièges de Mannheim et d'Ehrenbreitstein, et entre le 22 prairial comme chef d'escadron dans la gendarmerie nationale. Le 28 vendémiaire an VII, il est nommé chef de la 18e division de gendarmerie à Metz.
Appelé à Paris l'année suivante pour faire partie du comité chargé de l'organisation de cette arme, et détaché en l'an XI au camp de Boulogne, il y organise la force publique et en prend le commandement. Membre de la Légion d'honneur le 15 pluviôse an XII, il obtient la croix d'officier de l'Ordre le 25 prairial suivant.
L'Empereur le fait général de brigade le 28 vendémiaire an XIII, et l'emploie auprès du Maréchal-Duc de Conégliano, premier inspecteur général de la gendarmerie. Dans le courant de cette même année, il va organiser la force publique dans la Ligurie, dans les États de Parme et de Plaisance, et dans le département de Marengo : cette mission n'est terminée qu'au mois de janvier 1807.
À la fin de 1807 et en 1808, il a le service de l'inspection générale de la gendarmerie en l'absence du maréchal Moncey, alors employé en Espagne.

Grenade « bois de cerf » de la Gendarmerie nationale française

En 1809, il commande plusieurs corps de gendarmerie réunis sur l'Escaut, et passe ensuite en Espagne, où le roi Joseph le charge de 1810 à 1814 de l'organisation, de la direction, de l'inspection et du commandement des cinq légions attachées à l'armée d'Espagne. Il y reçoit le 30 juin 1811, la décoration de commandant de la Légion d'honneur et le titre de baron de l'Empire.
En février 1814, il est à la tête d'un détachement de gendarmerie à la bataille d'Orthez.
Chevalier de Saint-Louis le 29 juillet 1814, il est admis à la retraite le 1er septembre 1814. Néanmoins, il organise, par ordre du ministre de la Guerre, les corps des volontaires royaux formés à la nouvelle du débarquement de Napoléon de l'île d'Elbe.
Au début des Cent-Jours, un décret de l'Empereur du 3 avril 1815, le nomme inspecteur-général de gendarmerie. Le 14 mai 1815, le collège électoral du département des Vosges l'élu député à la Chambre des Cent-Jours, par 65 voix sur 123 votants.
Au second retour des Bourbons, après avoir opéré le licenciement des corps de gendarmerie qui font partie de l'armée de la Loire, il quitte le service militaire et est admis à la retraite le 7 avril 1819.
Le 13 novembre 1820, il est réélu par le collège électoral du département des Vosges. Il siège avec la gauche modérée jusqu'en 1824, et n'obtient le renouvellement de son mandat que le 17 novembre 1827, dans le 2e arrondissement électoral des Vosges (Remiremont), par 67 voix sur 117 votants et 171 inscrits, contre 47 voix données à M. Richard d'Aboncourt, député sortant. Le baron Buquet n'a pas fait partie d'autres législatures.
À la Révolution de Juillet 1830, il ne peut pas rentrer dans l'armée à cause de sa santé.

## Décorations
- Légion d'honneur :

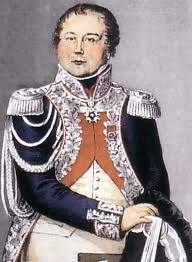

  - Légionnaire (15 pluviôse an XII), puis,
  - Officier (25 prairial an XII), puis,
  - Commandeur de la Légion d'honneur (30 juin 1811)[2] ;
- Ordre royal et militaire de Saint-Louis :
  - Chevalier de l’Ordre royal et militaire de Saint-Louis (29 juillet 1814).

## Titres
- 1er baron Buquet et de l'Empire (décret du 4 janvier 1811[3], lettres patentes du 30 juin 1811).

## Vie familiale
Fils aîné de Léopold Buquet (8 janvier 1744 - Charmes (Vosges) ✝ 27 août 1831 - Charmes) et de Elisabeth Françoise Perrin (1747-1806), Louis Léopold Buquet est le frère aîné de Charles Joseph Buquet. Il épouse, le 31 octobre 1804 à Nancy, Anne Charlotte Dewall de Billecard (17 mars 1784 - Moulins (Allier) ✝ 2 janvier 1810). Ensemble, ils ont :
1. Marie Louise Charlotte (23 novembre 1805 (ou 1807) - Paris ✝ 1878), mariée, le 31 janvier 1826 à Nancy, avec Prosper Guerrier de Dumast (1796 ✝ 1883) ;
2. Henri Alfred Léopold (15 juillet 1809 - Paris ✝ 12 juin 1889 - Nancy), 2e baron Buquet, maire de Nancy, député de la Meurthe (1852-1870), marié, le 4 avril 1837 à Nancy, avec Marie Louise Fourier (1811 ✝ 1883), dont :
  1. Marie Caroline (4 avril 1837 - Nancy ✝ 1903 Villers-lès-Nancy), mariée le 15 avril 1857 à Nancy, avec Joseph-Ernest Pierson de Brabois (1827 ✝ 1903).

## Armoiries
| Figure | Blasonnement |
|        | Armes du 1er baron Buquet et de l'Empire Tiercé en fasce : au 1 d'hermines; au 2 de sable à l'étoile d'or; au 3 d'azur au cygne d'argent nageant sur une rivière du même; franc quartier des barons de l'armée, brochant au neuvième de l'écu. |